# Modliborzyce
Modliborzyce ist eine polnische Stadt sowie Sitz der gleichnamigen Stadt-und-Land-Gemeinde im Powiat Janowski der Woiwodschaft Lublin. Zum 1. Januar 2014 wurde Modliborzyce zur Stadt erhoben.

## Sehenswürdigkeiten
- Die Synagoge von 1760, heute örtliches Kulturzentrum.

## Gemeinde
Zur Stadt-und-Land-Gemeinde gehören neben der Stadt Modliborzyce 24 weitere Ortschaften mit einem Schulzenamt.